# Les Croisés de Mayenne en 1158

Les Croisés de Mayenne en 1158 est un ouvrage de l'abbé Charles Pointeau publié en 1878, qui décrit un épisode qui s'avéra être une invention.
La mention du départ en 1158 d'une troupe de croisés de Mayenne apparut en 1683 dans l'Histoire de Sablé de Gilles Ménage. Ce « fait historique » fut par la suite repris par des savants et des historiens, surtout locaux. À la fin du XIXe siècle, l'abbé Angot fit un travail de recherche remarquable sur le chartrier de Goué et mit en évidence qu'il s'agissait du travail d'un faussaire, qu'il détailla avec une extrême précision. Au début du XXe siècle, la polémique remonta à la surface lorsque Alain de Goué exhuma Les Croisés de Mayenne en 1158. Ce fut Ernest Laurain, directeur des archives départementales de la Mayenne qui par une étude complète en 1912, donna une conclusion définitive à cette histoire.

## Résumé
Le point de départ est le récit d'une cérémonie qui aurait eu lieu le 10 avril 1158, dans la basilique de Notre-Dame de Mayenne, à l'occasion du départ pour la Terre sainte d'une troupe de croisés que Geofroy, fils de Juhel II de Mayenne, conduisait à sa suite. Cette cérémonie est l'objet d'une controverse historique à la fin du XIXe siècle. La conclusion de cette controverse apportée par l'abbé Angot confirme une supercherie historique établie par Jean-Baptiste de Goué, au XVIIe siècle.
Le seul fait historique avéré est que Geoffroy III de Mayenne se croisa en 1158.

## Controverse historique

### Origine
C'est en 1683, lorsque Gilles Ménage publia dans son Histoire de Sablé, que l'évocation de ce départ d'une troupe de croisés partant de Mayenne apparaît. Elle eut depuis lors un grand succès auprès des savants et des historiens locaux surtout.

### Description de la cérémonie
Gilles Ménage développe dans son ouvrage le récit de la cérémonie qui aurait eu lieu le 10 avril 1158, dans l'église de Notre-Dame de Mayenne, à l'occasion du départ pour la Terre sainte d'une troupe de croisés que Geofroy, fils de Juhel II, conduisait à sa suite.
La narration est fort détaillée, rien n'y est oublié de ce qui peut intéresser le lecteur. Le premier enrôlement des croisés au concile de Clermont, sous la présidence du pape Urbain II, n'est pas plus minutieusement raconté. L'évêque du Mans, Guillaume de Passavant, vint lui-même bénir les chevaliers, donna à chacun la croix, prononça sur eux la formule consacrée : « Tous vos péchés vous sont remis, si vous faites ce que vous promettez ».
Le vœu que venaient d'émettre les chevaliers était de combattre, pendant trois ans, pour la défense de la foi et pour la délivrance des chrétiens qui gémissaient sous le joug des infidèles. De son côté, le baron de Mayenne prit solennellement sous sa protection les familles et tous les biens des pèlerins.
Il se trouva là, comme témoin, un moine bénédictin du prieuré de la Futaie, qui, cinq ans plus tard, le 20 juin 1163, consigna dans une seule notice le récit de la cérémonie du départ, le nom des cent-neuf croisés et la mention sommaire du retour de trente-cinq seulement d'entre eux. Tous les autres étaient morts, dit-il, pour la foi, au mont Sinaï, in Sina, ou, suivant une lecture plus vraisemblable, en Syrie, in Siria.

### Propagation
L'autorité de Ménage, l'intérêt d'un pareil événement pour l'histoire et pour les généalogies des familles si honorablement citées, ont fait entrer ce document dans les travaux historiques les plus sérieux. Naturellement, les auteurs locaux ont été les premiers à l'utiliser, depuis Jean-Baptiste Guyard de La Fosse, dans son Histoire de Mayenne écrite quelques années après la publication du volume de Gilles Ménage, jusqu'au chanoine André René Le Paige, auteur du Dictionnaire du Maine, à Thomas Cauvin, dans sa Géographie ancienne du diocèse, par George Cornelius Gorham en 1838, par Thomas Cauvin, de Caen, et jusqu'à Dom Piolin dans son Histoire de l'Église du Mans, Couanier de Launay dans son Histoire de Laval, l'abbé Angot dans sa Monographie de Brée, ou même encore dans La Mayenne de village en village de Gilbert Chaussis paru aux Éditions Siloé en 1985, ou encore sur Internet en 2024 concernant l'histoire de Brecé.
Dans l’Histoire généalogique de la maison de Quatrebarbes, ouvrage manuscrit considérable dont il existe de nombreuses copies, il est fait deux fois allusion à la croisade de Mayenne. Ceux qui tiennent à innocenter Jean-Baptiste de Goué, pourraient être amenés à conclure de que ce travail a été terminé pour sa partie principale vers 1666, que l'événement mayennais de 1158 était connu avant Ménage (1683). Pourtant ce raisonnement ne vaut rien. Il n'existe aucune copie de la généalogie de Quatrebarbes antérieure au XVIIIe siècle et toutes sont continuées, annotées, ou interpolées jusqu'à cette époque.
Les grandes collections de l'Histoire de France : Rerum Gallicarum et Francicarum Scriptores, l’Histoire littéraire de France, l'Histoire des Croisades, de Joseph-François Michaud, et enfin le XIVe volume du Gallia Christiana, ajouté par Jean-Barthélemy Hauréau dans son Histoire littéraire du Maine à l'ouvrage du Pierre de Sainte Marthe ont accepté le fait raconté par le moine de la Futaye et lui ont fait l'honneur d'une insertion intégrale ou d'une mention sommaire.
Ainsi on peut lire en effet, dans l'Histoire des Croisades, à la date de 1159, — remarquable coïncidence, — qu'à la suite de désastres navrants, les chrétiens d'Orient virent « débarquer à Ptolémaïs, comme par un miracle de la Providence, plusieurs navires montés par Étienne, comte du Perche, avec des croisés du Mans et d'Angers, et Thierry, comte de Flandre, accompagné d'un grand nombre de pèlerins flamands. ». Pour l'abbé Angot, malheureusement encore, il faut dire que dans ce texte si plein de faits précis, il y a autant d'erreurs que d'affirmations. Sans compter de très près l'abbé Angot y relève cinq contrevérités qui ne laissent absolument rien debout

### Source historique
Quand, au cours de ses recherches sur l'histoire de la Mayenne, l'abbé Angot s'est trouvé en face de cette question, il a éprouvé d'abord quelque surprise de voir qu'un événement dont le retentissement devait avoir été considérable, ait attendu plus de cinq siècles avant d'être mentionné ou découvert par un historien. Il a cru alors devoir remonter à la source historique. La tâche n'était pas difficile, Ménage ayant pris soin d'indiquer : « Cette notice m'a été communiquée par M. de Goué, conseiller au Grand-Conseil, homme d'un mérite égal à sa naissance. ».

Armes de la famille de Goué : d'or au lion de gueule surmonté d'un fleur de lys d'azur

Pour l'abbé Angot, la suite de l'enquête était également facile. Le chartrier de Goué, en effet, au moment où le château était vendu, vers 1860, fut remis par le vendeur, à cause de sa valeur historique, à M. l'abbé Charles Pointeau. Grâce à son amitié, l'abbé Angot a pu étudier à fond ce dépôt. Il a recueilli de cet inventaire, fait très soigneusement, la preuve que messire Jean-Baptiste de Goué était, sous le rapport historique, un faussaire avéré. Après sa constatation de flagrantes supercheries, un doute sérieux sur la véracité de cette histoire de croisés, fit rechercher à l'abbé Angot dans le chartrier de Goué quelques traces de la notice communiquée à  Gilles Ménage.

### Chartrier de Goué
L'abbé Pointeau avait déjà effectué cette recherche et n'avait pas manqué de comprendre de suite l'intérêt qu'il y avait pour le public à posséder une édition des textes ainsi retrouvés, collationnés avec celui qu'avait inséré Ménage dans son Histoire de Sablé. Il a su faire de cette publication un travail fort utile pour l'histoire des familles de la Mayenne.

### Les Pancartes en cause
À la date du 10 avril 1158, on trouve trois exemplaires plus ou moins imparfaits d'une même notice relatant le départ de Geoffroy de Mayenne, fils de Juhel, seigneur de Mayenne, en présence de Guillaume de Passavant, évêque du Mans, qui revenait du Mont-Saint-Michel, accompagné d'un nombre variable de chevaliers et d'écuyers et de l'abbé, de Savigny probablement, Simon. Le doyen du Mans, Audouin — son vrai nom est Hardouin — était témoin. Le sire de Mayenne prend sous sa sauvegarde les familles et les biens des Croisés. Une copie authentiquée de ce document fut communiquée à Gilles Ménage qui se contenta de la grande honorabilité de Jean-Baptiste de Goué pour tout garant, et admit que l'acte avait été tiré des archives du prieuré de Nogent-le-Rotrou, comme l'affirmait cette copie. C'était une supercherie de plus du fils du faussaire, l'honorable conseiller au Grand Conseil. La pièce originale (?) porte au dos, comme les autres falsifications du fonds « Les plus antiens tiltres de la maison (de Goué). — Noms des seigneurs qui allèrent à la croisade de la Terre-Sainte, 1162. »
L'abbé Pointeau donne dans la description scrupuleuse qu'il en fait le moyen de compléter la démonstration de leur fausseté :
1. Il commence par établir que Ménage n'a donné qu'un texte fautif, et qu'un collationnement soigneux avec les manuscrits de Goué y fait ressortir « des omissions et des erreurs de détail ».
2. La première copie porte au dos l'annotation suivante : Catalogue des seigneurs qui ont été avec Godefroy de Bouillon, et le crois faux, ainsi inutile. Godefroy de Bouillon est probablement ici un lapsus calami au lieu de Geoffroy de Mayenne. Mais de qui est cette note[27]? La première copie, écrite comme les deux autres d'une écriture qui a la prétention très injustifiée d'imiter le XIIe siècle, offre pour la narration le même texte qu'on retrouvera dans les copies suivantes ; la liste des prétendus Croisés est moins longue de quelques noms. Mais ce qui la rend bien plus curieuse, ce sont les annotations d'une autre main et d'une écriture franchement du XVIIe siècle, par lesquelles le principal auteur indique à son scribe les corrections qui devront être apportées à cette première rédaction[28],[29],[30].
3. La seconde copie « est la reproduction amendée de la pancarte précédente », nous dit, après l'étude consciencieuse qu'il en a faite, M. Pointeau ; les corrections indiquées au premier texte y sont faites[31].
4. Reste le troisième exemplaire, encore remanié[32]

Au total, cette charte du 10 avril 1158 est fausse :
1. parce que l'écriture n'est d'aucune époque, ou est de plusieurs époques, sans caractère, en lignes irrégulières et hésitantes ;
2. parce qu'elle contient deux noms de la famille de Mayenne qui n'ont jamais figuré nulle part ;
3. parce qu'elle donne trois ou quatre noms de la famille de Goué, et qu'il n'y en a nulle part ailleurs à cette époque que dans les documents fabriqués ;
4. parce qu'elle est dans le même fonds qu'une vingtaine de documents archifaux[34]. Pourrait-on me dire enfin pourquoi une pièce rédigée au Prieuré de la Futaie pour Mayenne serait allée à Nogent ?

### Le texte de Ménage
On trouve que Ménage, sans parler des autres divergences, a vingt noms ou prénoms tout à fait différents de ceux de la pancarte. Cela n'est pas de son fait. Celui qui agit avec cette liberté n'est pas un copiste mais un inventeur. Le texte de Ménage est celui du manuscrit « Preuves de noblesse de Jean de Goué » (Bibl. nat., f. fr. 32.633), très différent de celui des pancartes. Ces chartes furent offertes à l'examen des notaires complaisants qui permirent à Jean-Baptiste de Goué de dresser son dossier pour ses preuves de noblesse.

### Conclusion et finalité de la supercherie
Pour l'abbé Angot, les trois documents que l'abbé Pointeau a si soigneusement étudiés, imitaient les manuscrits du XVe siècle, tandis que les indications marginales prescrivant d'effacer à la poix certains noms, étaient en caractères du XVIIe siècle. Tout montre pour lui l'œuvre d'un mystificateur pris sur le fait, parce qu'il a laissé traîner dans ses papiers de famille des ébauches d'un document faux qu'un amateur a eu, deux siècles plus tard, la bonne fortune de retrouver.
Il est facile de comprendre, en lisant la liste des prétendus croisés de Mayenne, quel but poursuivait Jean de Goué en mettant effrontément au jour cet acte longtemps traité comme historique. Aucune charte, aucune pièce authentique ne donnaient le nom de Goué avant le XIVe siècle. Le catalogue, par contre, le reproduit cinq fois. Aucune autre famille n'y est représentée aussi largement. Toutes les pièces de ce dépôt antérieures à l'an 1323 avaient été fabriquées pour faire remonter la famille de Goué à une ancienneté fabuleuse du Xe siècle.
Le récit circonstancié d'une croisade où figurent plus d'une centaine des membres de nos anciennes familles de chevalerie, ignoré depuis 1158 jusqu'à la fin du XVIIe siècle, est mis au jour par Gilles Ménage en 1683 ; La seule référence qu'il indique émane d'un personnage formellement reconnu comme faussaire ; Trois des copies du document inventé par lui, ébauches de la mystification qu'il projetait, entachées de toutes les marques d'une supercherie évidente, sont retrouvées dans les titres de famille qu'il avait réunis et, pour un grand nombre, forgés ; On ne peut donc s'empêcher de conclure à la supercherie et, malgré son succès momentané, de retrancher de tout ouvrage sérieux cette notice apocryphe.
Le seul point vérifié est que Geoffroy de Mayenne se croisa en 1158. Le fait est mentionné dans une charte postérieure de son père. Cette charte des archives de Savigny, le seigneur de Goué la connaissait et il l'a prise comme base de son roman.
Bien d'autres chevaliers de cette région se croisèrent individuellement aux XIIe et XIIIe siècles. Ils font souvent à cette occasion des largesses, des restitutions ou des emprunts aux abbayes, qui en consignent le souvenir dans leurs annales.

## Sources
- Charles Pointeau, Les Croisés de Mayenne en 1158, étude sur la liste donnée par Jean de la Fustaye, suivie de documents inédits, 1878, dans la Revue du Maine, et tirage à part, 1879 ;
- Abbé Angot, Les Croisés de Mayenne en 1158. Étude critique. Goupil, 1896  ;
- Abbé Angot, Les croisés et les premiers seigneurs de Mayenne : origine de la légende. Goupil, 1897.  ;
- Abbé Angot, Note sur la Croisade apocryphe de Mayenne en 1158, dans le Bulletin de la Commission historique et archéologique de la Mayenne, 1900, no 16, p. 439-441.  ;
- Abbé Angot, Les deux faussaires et le pseudo-trésor de Goué (1614-1690), dans le Bulletin de la Commission historique et archéologique de la Mayenne, 1911, t. 27, p. 341-370 .